# Озерний палац
Озерний палац (англ. Lake Palace, колись Джаг-Нівас) — колишня літня резиденція махарадж. Палац розташований в стародавньому індійському місті Удайпур, в даний час вважається одним з найрозкішніших готелів світу. Він розташований на невеликому (16000 кв м) скелястому острові Джаг-Нівас посеред озера Пічола.

## Історія
Палац був побудований протягом 1743-1746 років за часів Махарани Джагат Сінгха II (62-го правителя з царської династії Мевар) - правителя Раджастана, як його літня резиденція. За бажанням Джагата Сінгха він був спроектований за подобою прекрасних палаців Агри, «обличчям» на схід, а як будівельний матеріал був використаний білий мармур. Будівля є  багатоповерховою спорудою, з величезним внутрішнім двором, численними відкритими терасами, колонадами, басейнами і верхньою кімнатою, ідеально круглої форми. Замість даху у неї чудовий купол. Стіни палацу прикрашає витончена ліпнина, інкрустована чорним мармуром, різнобарвна мозаїка.
За часів повстання сипаїв 1857 року саме в Джаг Нівас ховалися європейці, знаходилися в Удайпурі. Після цього цей архітектурний шедевр виявився практично покинутим. Він повільно руйнувався під дією вітру і вологи, поки в другій половині XX століття його власник, нащадок королів Бхагваті Сингх, не вирішив перетворити його в величезний готель класу «люкс». Дизайнером, який взявся відновлювати і декорувати палац став американський художник Діді Контрактор. Саме під його чуйним керівництвом занедбана і стара споруда отримала друге життя. А в 1971 році готель перейшов під управління групі Taj Hotels Resorts and Palaces, яка в 2000 році провела повторну реставрацію палацу.
Свого часу в Озерному палаці бували Вів'єн Лі, Шах Ірану, королева Єлизавета II, Жаклін Кеннеді. Інтер'єри палацу займають значну частину фільму про Джеймса Бонда 1983 року - «Восьминіжка», як будинок героїні Восьминіжки, яку зіграла Мод Адамс.